# Ранчі
Ранчі (гінді राँची) — столиця індійського штату Джаркханд. Є важливим політичним, комерційним, індустріальним та освітнім центром східної Індії.

## Географія
Місто розташоване на плато Чгота-Наґпур. Область навколо Ранчі багата невеликими річками, що спадають з гір, і отримала назву «Місто водоспадів». Найвідоміші водоспади — Дашам, Гундру, Хирний та Пандчґгат.
Річка Субарнарекга та її притоки утворюють місцеву річкову систему. Кілька дамб та каналів забезпечують потреби жителів у воді.
Горбиста топографія та густі тропічні ліси забезпечують у Ранчі порівняно помірний клімат відносно решти території Індії.

### Клімат
Місто знаходиться у зоні, котра характеризується вологим субтропічним кліматом. Найтепліший місяць — травень із середньою температурою 30.4 °C (86.7 °F). Найхолодніший місяць — січень, із середньою температурою 16.5 °С (61.7 °F).
| Клімат Ранчі            | Клімат Ранчі | Клімат Ранчі | Клімат Ранчі | Клімат Ранчі | Клімат Ранчі | Клімат Ранчі | Клімат Ранчі | Клімат Ранчі | Клімат Ранчі | Клімат Ранчі | Клімат Ранчі | Клімат Ранчі | Клімат Ранчі |
| Показник                | Січ.         | Лют.         | Бер.         | Квіт.        | Трав.        | Черв.        | Лип.         | Серп.        | Вер.         | Жовт.        | Лист.        | Груд.        | Рік          |
| Середній максимум, °C   | 23           | 25,8         | 31,2         | 35,5         | 37,2         | 33,5         | 29,3         | 28,8         | 29,1         | 28,5         | 25,9         | 23,2         | 29,3         |
| Середня температура, °C | 16,5         | 19,2         | 24,1         | 28,5         | 30,4         | 28,6         | 26           | 25,7         | 25,5         | 23,8         | 20           | 16,7         | 23,8         |
| Середній мінімум, °C    | 10           | 12,6         | 17           | 21,4         | 23,6         | 23,7         | 22,7         | 22,5         | 21,8         | 19           | 14           | 10,2         | 18,2         |
| Норма опадів, мм        | 20.5         | 25.7         | 18.9         | 41.2         | 58.5         | 216.3        | 337.9        | 326.8        | 273.2        | 99.7         | 16           | 6.1          | 1440.8       |
| ----------------------- | ------------ | ------------ | ------------ | ------------ | ------------ | ------------ | ------------ | ------------ | ------------ | ------------ | ------------ | ------------ | ------------ |
| Джерело: Weatherbase    |              |              |              |              |              |              |              |              |              |              |              |              |              |

## Демографія
На 2011 рік населення міста становило 1 126 741 осіб, з них 52,07 % чоловіки та 47,93 % жінки. Рівень грамотності 88,42 %, вищий, ніж середньонаціональний рівень; грамотність серед чоловіків становить 92,87 %, серед жінок — 83,60 %. 11,41 % населення — діти до 6 років.

## Транспорт

### Автомобільний
Через Ранчі проходять два шосе національного значення (NH-23 та NH-75), також планується спорудження окружної дороги яка буде відповідати всім міжнародним стандартам.
У місті повністю відсутній автобусний внутрішньоміський транспорт, його замінюють велика кількість авто- та моторикш також поширене таксі.
Міжміські та приміські перевезення здійснюються приватними та державними автобусними станціями.

### Залізничний
Ранчі має залізничне сполучення із багатьма значимими містами Індії — Нью-Делі, Мумбаї, Колката, Ченнаї, Бангалор, Джайпур, Патна тощо.

### Авіаційний
У Ранчі розташований аеропорт внутрішнього значення — «Bhagwan Birsa Munda Airport», що управляється Службою аеропортів Індії. Будівля терміналу розташована приблизно за 7 км на південь від центру міста.
Щодня здійснюється 5 рейсів на Делі і 3 до Колкати, також є рейси до Мумбаї, Патна, Бхубанешвар та Чандігарх.